# Aeroporto di Neghelli
L'Aeroporto di Neghelli (IATA: EGL, ICAO: HANG) è un aeroporto militare di Neghelli in Etiopia.

## Storia
Nell'ambito della Guerra d'Etiopia la Regia Aeronautica il 20 gennaio 1936 vi organizza un campo di aviazione.
Al 1º ottobre 1936 era sede del XXV Gruppo autonomo con l'8ª Squadriglia, la 9ª Squadriglia e la 1ª Squadriglia Ro.1 (IMAM Ro.1) Somala nell'ambito dell'Africa Orientale Italiana.
Da luglio 1937 era sede della 108ª Squadriglia.
Dal gennaio 1938 era sede della 65ª Squadriglia aeroplani.